# Winchester (Kentucky)
Winchester város az Amerikai Egyesült Államok Kentucky államában, Clark megyében, melynek megyeszékhelye is. Lakosainak száma 19 134 fő (2020. április 1.).

## Népesség
A település népességének változása:

| 2010 | 18 368 |
| 2020 | 19 134 |